# Ribera d'Ebre
Ribera d'Ebre là một comarca (hạt) ở Catalonia, Tây Ban Nha.

## Các đô thị
Dân số 2001.
- Ascó - 1.617
- Benissanet - 1.053
- Flix - 3.952
- Garcia - 519
- Ginestar - 835
- Miravet - 772
- Móra d'Ebre - 4.612
- Móra la Nova - 2.832
- La Palma d'Ebre - 405
- Rasquera - 812
- Riba-roja d'Ebre - 1.310
- Tivissa - 1.773
- La Torre de l'Espanyol - 714
- Vinebre - 450